# Pelegrina exigua
Pelegrina exigua är en spindelart som först beskrevs av Banks 1892.  Pelegrina exigua ingår i släktet Pelegrina och familjen hoppspindlar. Inga underarter finns listade i Catalogue of Life.